# Богата Србија
Богата Србија — покрет пољопривредника и привредника, или само Богата Србија, бивша је политичка партија у Србији, основана 5. јун 2011. године, њен оснивач и последњи председник био је новинар Захарије Трнавчевић.
На парламентарним изборима 2012. године, Богата Србија изашла у коалицији Преокрет, заједно са Либерално-демократском партијом, Српским покретом обнове и Социјалдемократском унијом. На председничким изборима 2012. године за председника Републике Србије, Богата Србија је подржала лидера ЛДП-а и Преокрета Чедомира Јовановића.
Председник Богате Србије Захарије Трнавчевић, као најстарији народни посланик, обављао је 2012. функцију Председавајућег Народној скупштини Републике Србије, до избора новог председника Скупштине Небојше Стефановића 23. јула 2012.
На изборима 2014. Богата Србија је направила коалицију са Демократском странком, Новом странком, Демократским савезом Хрвата у Војводини и Удруженим синдикатима Србије „Слога” под називом Са Демократском странком за Демократску Србију. Богата Србија није ушла у скупштину јер су њени кандидати на изборној листи били испод кандидата дугих странака, чланова коалиције који су ушли у Скупштину Србије. Ова коалција је освојила 6,03% и 19 посланика.
Странка формално престаје да постоји 2015. године када мења име странке у Трећа Србија — Богата Србија.